# تجمع بدو العيص (الشحر)
'

تعديل مصدري - تعديل

تجمع بدو العيص هي إحدى قرى عزلة الشحر بمديرية الشحر التابعة لمحافظة حضرموت، بلغ تعداد سكانها 154 نسمة حسب تعداد اليمن لعام 2004.